# جیمی بارینگتون
جیمی بارینگتون (انگلیسی: Jimmy Barrington؛ زادهٔ ۱۵ نوامبر ۱۹۰۱) بازیکن فوتبال اهل بریتانیا است.
از باشگاه‌هایی که در آن بازی کرده‌است می‌توان به باشگاه فوتبال وینسفورد یونایتد، باشگاه فوتبال ناتینگهام فارست، باشگاه فوتبال همیلتون آکادمیکال، و باشگاه فوتبال برادفورد سیتی اشاره کرد.